# Trasan (Bandongan)
Trasan is een bestuurslaag in het regentschap Magelang van de provincie Midden-Java, Indonesië. Trasan telt 6837 inwoners (volkstelling 2010).